# Europese kampioenschappen kunstschaatsen 1955
De Europese Kampioenschappen kunstschaatsen zijn wedstrijden die samen een jaarlijks terugkerend evenement vormen, georganiseerd door de Internationale Schaatsunie (ISU).
De kampioenschappen van 1955 vonden plaats van 27 tot en met 30 januari op de ijsbaan Városligeti Müjégpálya in het stadspark van Boedapest, Hongarije. Het was de derde keer dat hier EK kampioenschappen plaatsvonden, eerder werden de mannentoernooien van 1895 en 1909 in Boedapest gehouden (toen nog onderdeel van de dubbelmonarchie Oostenrijk-Hongarije).
Voor de mannen was het de 47e editie, voor de vrouwen en paren was het de negentiende editie en voor de ijsdansers de tweede editie.

## Historie
De Duitse en Oostenrijkse schaatsbond, verenigd in de "Deutscher und Österreichischer Eislaufverband", organiseerden zowel het eerste EK Schaatsen voor mannen als het eerste EK Kunstschaatsen voor mannen in 1891 in Hamburg, in toen nog het Duitse Keizerrijk, nog voor het ISU in 1892 werd opgericht. De internationale schaatsbond nam in 1892 de organisatie van het EK kunstschaatsen over. In 1895 werd besloten voortaan het WK kunstschaatsen te organiseren en kwam het EK te vervallen. In 1898, na twee jaar onderbreking, vond toch weer een herstart plaats van het EK kunstschaatsen.
De vrouwen en paren zouden vanaf 1930 jaarlijks om de Europese titel strijden. De ijsdansers streden vanaf 1954 om de Europese titel in het kunstschaatsen.

## Deelname
Er namen deelnemers uit tien landen deel aan deze kampioenschappen. Zij vulden een recordaantal van 59 startplaatsen in de vier disciplines in.
Voor Nederland kwamen Catharina Odink en Jacobus Odink voor de tweede keer uit bij het ijsdansen.
(Tussen haakjes het totaal aantal startplaatsen over de disciplines.)
| Hongarije (10) Tsjecho-Slowakije (9) Frankrijk (7) Oostenrijk (7) Verenigd Koninkrijk (7) | West-Duitsland (7) Italië (4) Polen (4) Zwitserland (2) Nederland (1) |

## Medaille verdeling
Bij de mannen veroverde Alain Giletti de Europese titel, het was zijn derde medaille, in 1953 en 1954 eindigde hij op de tweede plaats. Giletti was de 21e man die Europees kampioen in het mannentoernooi werd en de eerste Fransman. Michael Booker op de tweede plaats veroverde zijn eerste EK medaille en Karol Divín veroverde net als in 1954 de derde plaats.
Bij de vrouwen was Hanna Eigel de tiende vrouw die Europees kampioene werd, het was haar eerste medaille. Yvonne Sugden op plaats twee veroverde haar tweede medaille, in 1954 werd ze derde. Erica Batchelor op plaats drie veroverde haar derde medaille, in 1953 werd ze derde en in 1954 tweede.
Bij de paren veroverden Marianne Nagy / Lászlo Nagy voor de tweede keer de Europese titel, eerder werden ze kampioen in 1950. Het was hun vijfde EK medaille, in 1949, 1953 werden ze tweede en in 1952 derde. De beide paren op de plaatsen twee en drie, Vera Suchánková / Zdeněk Doležal en Marika Kilius / Franz Ningel, veroverden hun eerste EK medaille.
Bij het ijsdansen stonden, net als in 1954, drie dansparen uit één land op het erepodium. Bij het mannentoernooi had deze situatie zich al vier keer voorgedaan (1891, 1922, 1927 en 1928) en bij het vrouwentoernooi één keer (1939). De Europees kampioenen van 1954, Jean Westwood / Laurence Demmy, veroverden hun tweede titel. In 1954 werd Paul Thomas tweede met ijsdanspartner Nesta Davies en dit jaar weer tweede met zijn nieuwe partner Pamela Wright. Net als in 1954 veroverden Barbara Radford / Raymond Lockwood de bronzen medaille.
| Discipline | Goud                           | Zilver                           | Brons                              |
| ---------- | ------------------------------ | -------------------------------- | ---------------------------------- |
| Mannen     | Alain Giletti                  | Michael Booker                   | Karol Divín                        |
| Vrouwen    | Hanna Eigel                    | Yvonne Sugden                    | Erica Batchelor                    |
| Paren      | Marianne Nagy / Lászlo Nagy    | Vera Suchánková / Zdeněk Doležal | Marika Kilius / Franz Ningel       |
| IJsdansen  | Jean Westwood / Laurence Demmy | Pamela Wright / Paul Thomas      | Barbara Radford / Raymond Lockwood |

## Uitslagen
| #      | naam (deelname)       | land                           | pc |
| ------ | --------------------- | ------------------------------ | -- |
| Goud   | Alain Giletti (4)     | Vlag van Frankrijk             |    |
| Zilver | Michael Booker (3)    | Vlag van Verenigd Koninkrijk   |    |
| Brons  | Karol Divín (2)       | Vlag van Tsjechië              |    |
| 4      | Norbert Felsinger (2) | Vlag van Oostenrijk            |    |
| 5      | Alain Calmat (2)      | Vlag van Frankrijk             |    |
| 6      | Istvan Szenes         | Vlag van Hongarije (1949-1956) |    |
| 7      | Tilo Gutzeit          | Vlag van Duitsland             |    |
| 8      | Hans Müller (2)       | Vlag van Zwitserland           |    |
| 9      | Gyorgy Czako (3)      | Vlag van Hongarije (1949-1956) |    |
| 10     | Manfred Schnelldorfer | Vlag van Duitsland             |    |
| 11     | Ivan Mauer            | Vlag van Tsjechië              |    |
| 12     | Miroslav Kutina       | Vlag van Tsjechië              |    |
| 13     | Emanuel Koczyba       | Vlag van Polen (1928-1980)     |    |
| 14     | Leon Osadnyk          | Vlag van Polen (1928-1980)     |    |

| #      | naam (deelname)              | land                           | pc |
| ------ | ---------------------------- | ------------------------------ | -- |
| Goud   | Hanna Eigel (2)              | Vlag van Oostenrijk            |    |
| Zilver | Yvonne Sudgen (4)            | Vlag van Verenigd Koninkrijk   |    |
| Brons  | Erica Batchelor (4)          | Vlag van Verenigd Koninkrijk   |    |
| 4      | Rose Pettinger (4)           | Vlag van Duitsland             |    |
| 5      | Hanna Walter (2)             | Vlag van Oostenrijk            |    |
| 6      | Maryvonne Huet               | Vlag van Frankrijk             |    |
| 7      | Fiorella Negro (3)           | Vlag van Italië                |    |
| 8      | Miroslava Nachodska          | Vlag van Tsjechië              |    |
| 9      | Erika Rücker (3)             | Vlag van Duitsland             |    |
| 10     | Dagmar Lerchova-Rehakova (7) | Vlag van Tsjechië              |    |
| 11     | Alice Fischer (2)            | Vlag van Zwitserland           |    |
| 12     | Michele Allard               | Vlag van Frankrijk             |    |
| 13     | Ilse Musyl                   | Vlag van Oostenrijk            |    |
| 14     | Christianne Moreux (2)       | Vlag van Frankrijk             |    |
| 15     | Eszter Jurek (3)             | Vlag van Hongarije (1949-1956) |    |
| 16     | Manuela Angeli (2)           | Vlag van Italië                |    |
| 17     | Gilberte Naboudet            | Vlag van Frankrijk             |    |
| 18     | Milena Tumova (3)            | Vlag van Tsjechië              |    |
| 19     | Luisella Gaspari (2)         | Vlag van Italië                |    |
| 20     | Milena Kladrubska            | Vlag van Tsjechië              |    |
| 21     | Hedvig Palinkas              | Vlag van Hongarije (1949-1956) |    |
| 22     | Barbara Jankowska            | Vlag van Polen (1928-1980)     |    |

| #      | naam (deelname)                                | land                           | pc |
| ------ | ---------------------------------------------- | ------------------------------ | -- |
| Goud   | Marianne Nagy (7) Lászlo Nagy (7)              | Vlag van Hongarije (1949-1956) |    |
| Zilver | Vera Suchánková Zdeněk Doležal                 | Vlag van Tsjechië              |    |
| Brons  | Marika Kilius Franz Ningel                     | Vlag van Duitsland             |    |
| 4      | Liesl Ellend Konrad Lienert                    | Vlag van Oostenrijk            |    |
| 5      | Alice Zettel (2) Klaus Loichinger (4)          | Vlag van Duitsland             |    |
| 6      | Jane Higson (2) Robert Hudson (2)              | Vlag van Verenigd Koninkrijk   |    |
| 7      | Soňa Balůnova-Burjanova (4) Miroslav Balůn (4) | Vlag van Tsjechië              |    |
| 8      | Eva Szollosi (2) Gabor Vida (2)                | Vlag van Hongarije (1949-1956) |    |
| 9      | Anna Bursche Lindner Leon Osadnyk              | Vlag van Polen (1928-1980)     |    |

| #      | naam (deelname)                          | land                           | pc |
| ------ | ---------------------------------------- | ------------------------------ | -- |
| Goud   | Jean Westwood (2) Laurence Demmy (2)     | Vlag van Verenigd Koninkrijk   |    |
| Zilver | Pamela Wright Paul Thomas (2)            | Vlag van Verenigd Koninkrijk   |    |
| Brons  | Barbara Radford (2) Raymond Lockwood (3) | Vlag van Verenigd Koninkrijk   |    |
| 4      | Fanny Besson (2) Jean Paul Guhel (2)     | Vlag van Frankrijk             |    |
| 5      | Sigrid Knake Gunther Koch                | Vlag van Duitsland             |    |
| 6      | Bona Giammona (2) Giancarlo Sioli (2)    | Vlag van Italië                |    |
| 7      | Lucia Fischer (2) Rudolf Zorn (2)        | Vlag van Oostenrijk            |    |
| 8      | Edith Peikert (2) Hans Kutschera (2)     | Vlag van Oostenrijk            |    |
| 9      | Rozsa Madarasz Gyula Madarasz            | Vlag van Hongarije (1949-1956) |    |
| 10     | Catharina Odink (2) Jacobus Odink (2)    | Vlag van Nederland             |    |
| 11     | Edit Paradi Josef Paradi                 | Vlag van Hongarije (1949-1956) |    |
| 12     | Luise Lehner Georg Lenitz                | Vlag van Oostenrijk            |    |
| 13     | Aranka Toth Endre Toth                   | Vlag van Hongarije (1949-1956) |    |
| 14     | Maria Goth Willy Wernz                   | Vlag van Duitsland             |    |

Medaillewinnaars

Mannen · 
Vrouwen ·
Paren · 
IJsdansen

Toernooi

1891 · 
1892 · 
1893 · 
1894 · 
1895 · 
1896-1897 · 
1898 · 
1899 · 
1900 · 
1901 · 
1902-1903 · 
1904 · 
1905 · 
1906 · 
1907 · 
1908 · 
1909 · 
1910 · 
1911 · 
1912 · 
1913 · 
1914 · 
1915-1921 · 
1922 · 
1923 · 
1924 · 
1925 · 
1926 · 
1927 · 
1928 · 
1929 · 
1930 · 
1931 · 
1932 · 
1933 · 
1934 · 
1935 · 
1936 · 
1937 · 
1938 · 
1939 ·
1940-1946 · 
1947 · 
1948 · 
1949 · 
1950 · 
1951 · 
1952 · 
1953 · 
1954 · 
1955 · 
1956 · 
1957 · 
1958 · 
1959 · 
1960 · 
1961 · 
1962 · 
1963 · 
1964 · 
1965 · 
1966 · 
1967 · 
1968 · 
1969 · 
1970 · 
1971 · 
1972 · 
1973 · 
1974 · 
1975 · 
1976 · 
1977 · 
1978 · 
1979 · 
1980 · 
1981 · 
1982 · 
1983 · 
1984 · 
1985 · 
1986 · 
1987 · 
1988 · 
1989 · 
1990 · 
1991 · 
1992 · 
1993 · 
1994 · 
1995 ·
1996 · 
1997 · 
1998 · 
1999 · 
2000 · 
2001 · 
2002 · 
2003 · 
2004 · 
2005 · 
2006 ·
2007 ·
2008 ·
2009 ·
2010 ·
2011 ·
2012 ·
2013 ·
2014 ·
2015 ·
2016 ·
2017 ·
2018 ·
2019 ·
2020 ·
2021 · 
2022 · 
2023 · 
2024 · 
2025

WK kunstschaatsen ·
WK kunstschaatsen junioren ·
Viercontinentenkampioenschap ·
Olympische Spelen